# Хот Спрингс Ландинг (Њу Мексико)
Хот Спрингс Ландинг (енгл. Hot Springs Landing) насељено је место без административног статуса у америчкој савезној држави Њу Мексико.

## Демографија
По попису из 2010. године број становника је 110.
| Група             | 2000.    | 2010.      |
| Белци             | 0 (0,0%) | 90 (81,8%) |
| Афроамериканци    | 0 (0,0%) | 0 (0,0%)   |
| Азијати           | 0 (0,0%) | 1 (0,9%)   |
| Хиспаноамериканци | 0 (0,0%) | 10 (9,1%)  |
| Укупно            | 0        | 110        |